# 羅方峰
47°27′27″N 11°47′37″E / 47.45750°N 11.79361°E

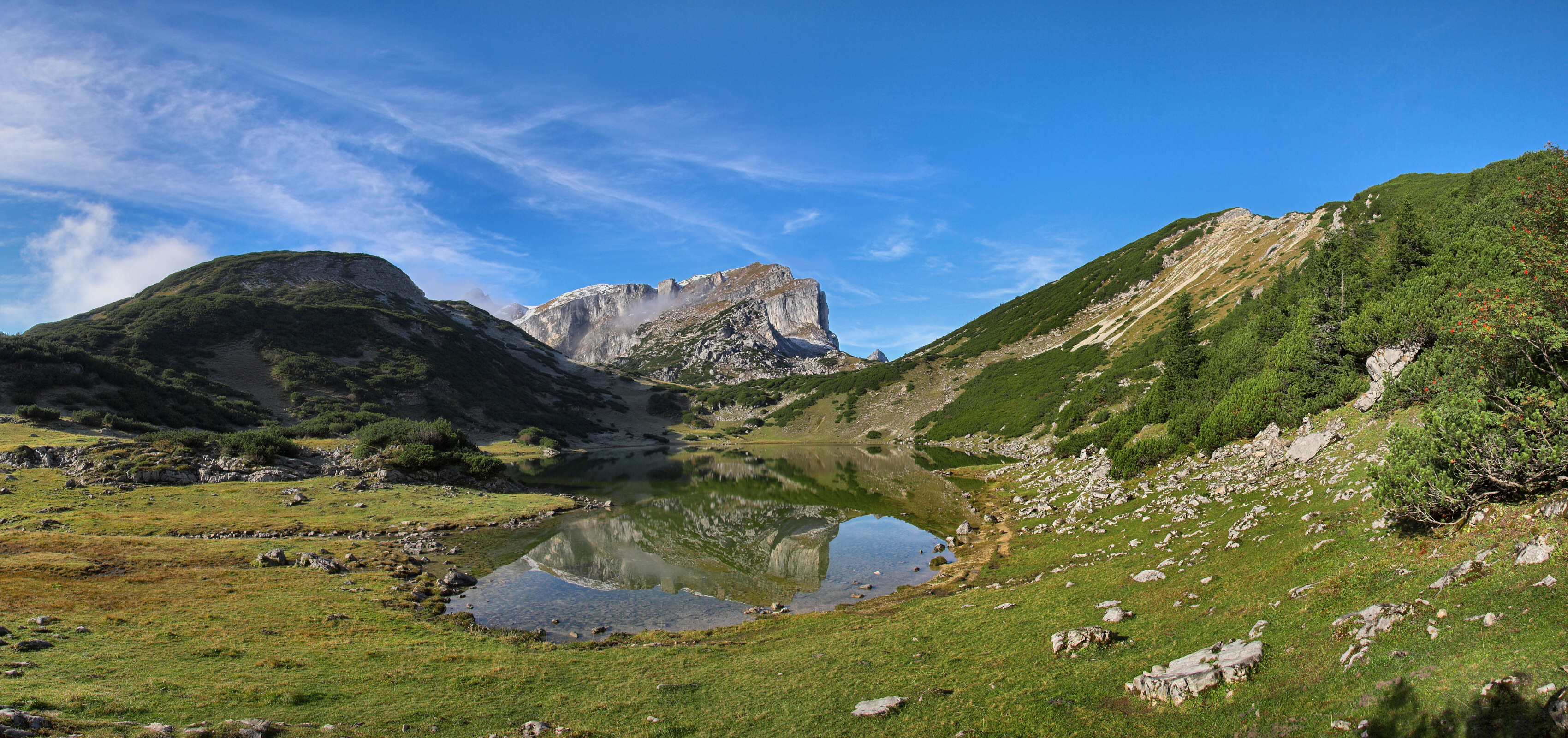

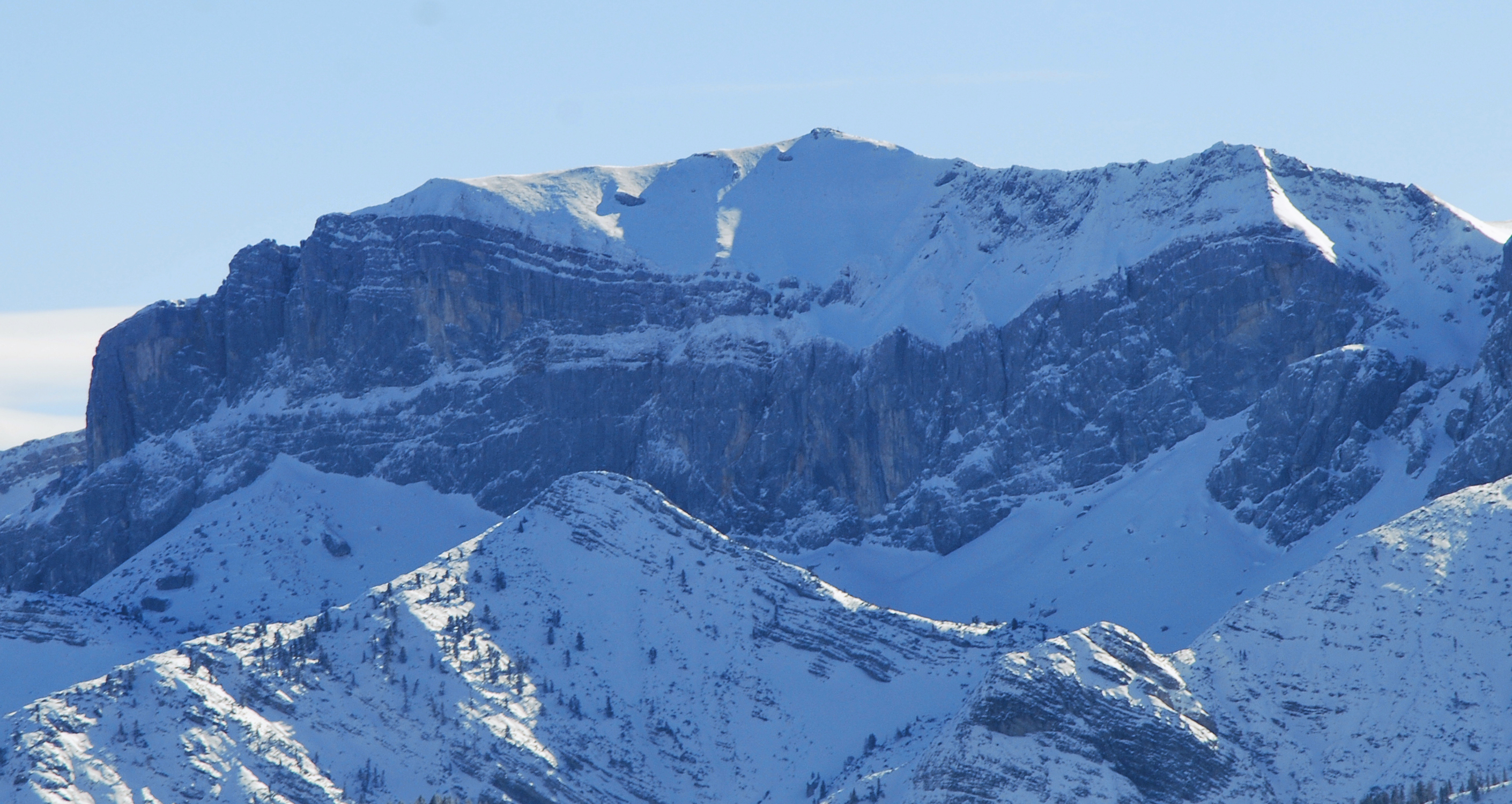

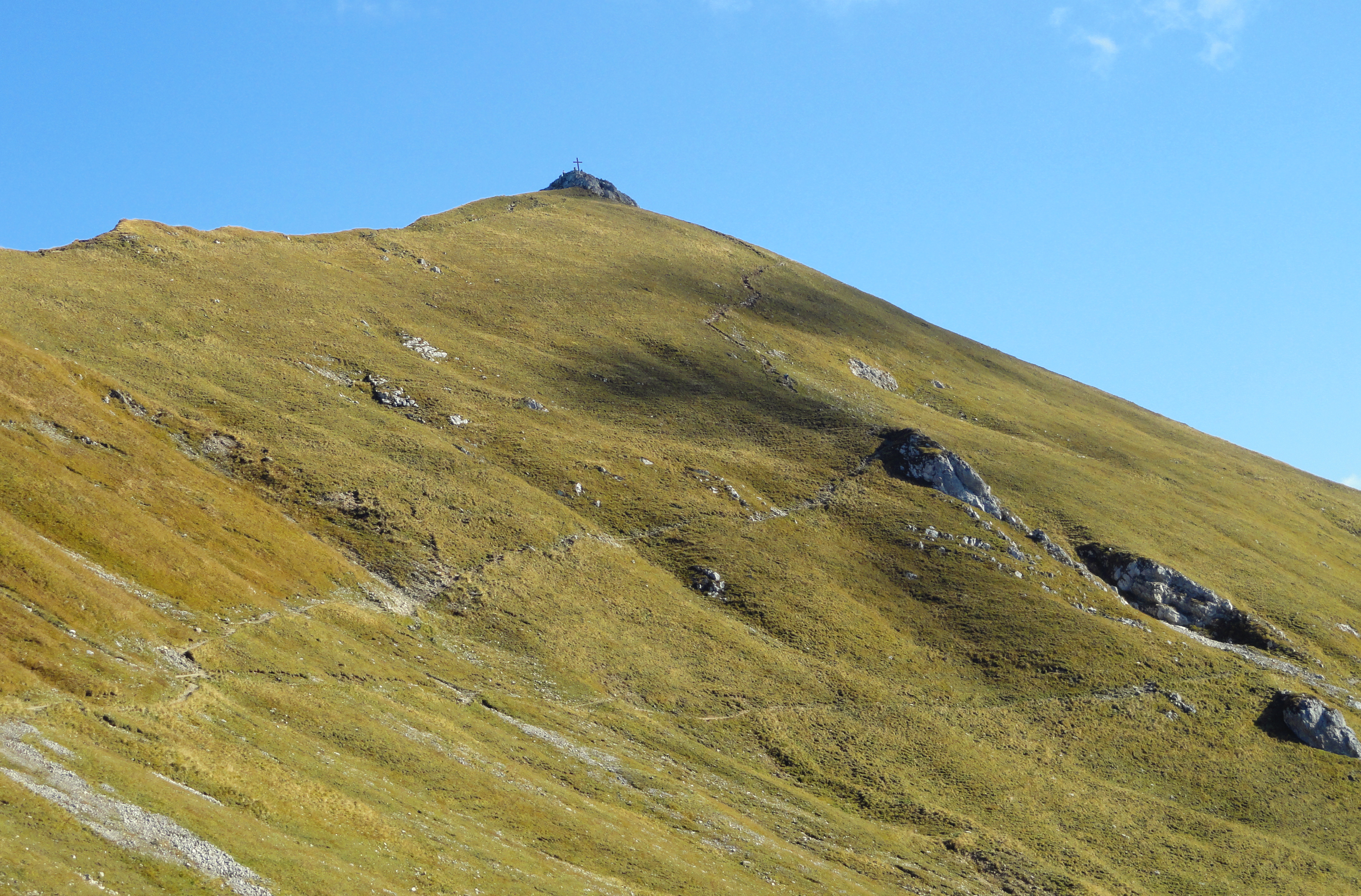

羅方峰（德語：Rofanspitze），是奧地利的山峰，位於該國西部，由蒂羅爾州負責管轄，屬於布兰登贝格山的一部分，距離塞卡爾峰1.2公里，海拔高度2,259米。